# ウィリアム・E・ウォード
ウィリアム・E・“キップ”・ウォード（英語: William E. "Kip" Ward、1949年6月3日 - ）は、アメリカ陸軍の元軍人。退役時の最終階級は陸軍中将。かつては陸軍大将まで昇り、2007年に創設されたアメリカアフリカ軍（AFRICOM）の初代司令官（2007年10月1日 - 2011年3月8日）を務めたことで知られる。
アフリカ軍司令官を2011年3月8日付で退任したが、その後は少将へ一度降格し、2012年に中将の階級で退役した（詳細は「不祥事と処分、退役へ」の項目を参照）。

## 経歴
1949年3月6日生まれ。アフリカ系（黒人）に対して優先的・積極的に教育を行ってきたいわゆる「歴史的黒人大学」の1校であるメリーランド州のモーガン州立大学で政治学の学士号を得て卒業後、1971年にアメリカ陸軍に入隊する。
入隊後は戦闘歩兵（Infantry）としての道を歩む。最初の任務は、ノースカロライナ州のフォート・ブラッグ陸軍基地に本拠を置く、第82空挺師団第325歩兵連隊第3空挺大隊隷下の小隊長であった。
その後は現場部隊レベルでの戦闘指揮任務から司令部での参謀任務に至るまで、様々な任務を国内外で経験する。現場部隊レベルの任務では、韓国・奉天洞のキャンプ・ハウゼに本拠を置く第2歩兵師団第17歩兵連隊第1機械化大隊隷下のライフル歩兵中隊長、ドイツに本拠を置く欧州軍（EUCOM）隷下の陸軍第7軍団第210野戦砲兵旅団補給担当参謀、同じくドイツに本拠を置く欧州軍隷下の陸軍第3歩兵師団第7歩兵連隊隷下の第1機械化大隊副大隊長などを歴任している。また、アラスカ州フォート・ウェインライト基地に本拠を置く第6軽装歩兵師団では第2旅団第9歩兵連隊隷下の第5大隊長や司令部兵站担当参謀を、ニューヨーク州フォート・ドラムに本拠を置く第10山岳師団では第2歩兵旅団戦闘団「コマンドズ」の司令官を務め、同職在任中にはソマリアに派遣された多国籍軍の一員として「希望回復作戦（オペレーション・レストア・ホープ）」で指揮を執っている。将官昇任後には、第82空挺師団の後方支援担当副司令官やハワイ州スコーフィールド・バラックスに本拠を置く第25軽歩兵師団の師団長、ボスニア・ヘルツェゴビナ紛争の平和安定化部隊司令官などを務めた。
アメリカ欧州軍副司令官を務めた後、初代アフリカ軍司令官に任命された。

## 不祥事と処分、退役へ
AFRICOM司令官退任と同時に退役する予定であったが、離任に際して国防総省監察総監室から職権濫用の疑いで監査を受け、不適切な経費の利用などが明らかになっていた。この監査の間ウォードは退役を保留され、少将へ2階級降格のうえ、「陸軍副参謀総長補佐」職を務めていた。その後監査結果を受け、2012年11月にレオン・パネッタ国防長官より、不適切に利用したと認められた経費の弁償として8万2,000ドルを返還すること、「（本来大将で退役すべきだったところ）中将で退役させる」旨の処分が下された。このため退役時の階級は中将となっている。また、一部の報道によれば退役後に支給される年金の額も減額される予定とされる。